# Лаа-Мондранс
Лаа́-Мондра́нс (фр. Laà-Mondrans) — коммуна во Франции, находится в регионе Аквитания. Департамент — Атлантические Пиренеи. Входит в состав кантона Кёр-де-Беарн. Округ коммуны — По.
Код INSEE коммуны — 64286.

## География

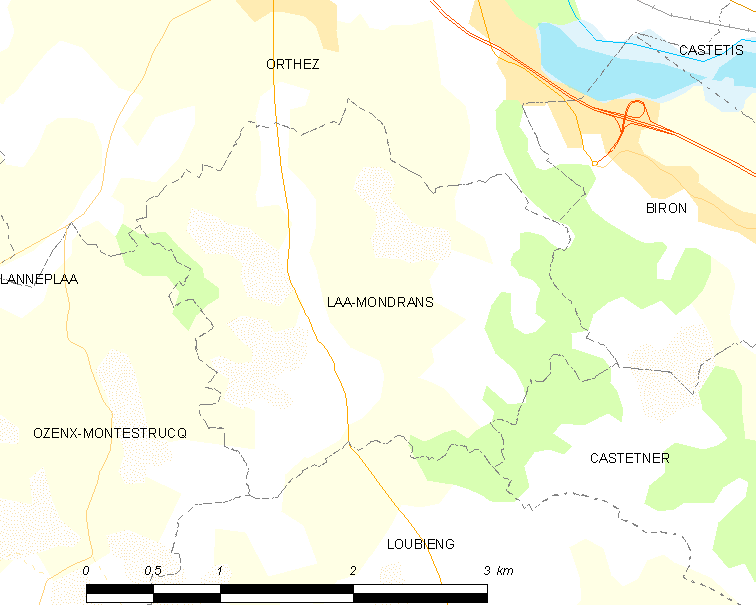
Карта коммуны

Коммуна расположена приблизительно в 650 км к югу от Парижа, в 155 км южнее Бордо, в 37 км к северо-западу от По.

### Климат
Климат тёплый океанический. Зима мягкая, средняя температура января — от +5°С до +13°С, температуры ниже −10 °C бывают редко. Снег выпадает около 15 дней в году с ноября по апрель. Максимальная температура летом порядка 20-30 °C, выше 35 °C бывает очень редко. Количество осадков высокое, порядка 1100 мм в год. Характерна безветренная погода, сильные ветры очень редки.

## Население
Население коммуны на 2010 год составляло 402 человека.
| 1962 | 1968 | 1975 | 1982 | 1990 | 1999 | 2010 |
| ---- | ---- | ---- | ---- | ---- | ---- | ---- |
| 252  | 300  | 398  | 451  | 455  | 413  | 402  |

## Администрация
| Период | Период | Фамилия        | Партия | Примечания |
| ------ | ------ | -------------- | ------ | ---------- |
| 1995   | 2014   | Мишель Ланабер |        |            |
| 2014   | 2020   | Даниэль Булен  |        |            |

## Экономика
В 2010 году среди 244 человек трудоспособного возраста (15—64 лет) 182 были экономически активными, 62 — неактивными (показатель активности — 74,6 %, в 1999 году было 67,6 %). Из 182 активных жителей работали 174 человека (94 мужчины и 80 женщин), безработных было 8 (2 мужчин и 6 женщин). Среди 62 неактивных 19 человек были учениками или студентами, 31 — пенсионерами, 12 были неактивными по другим причинам.

## Достопримечательности
- Церковь Св. Стефана (1876 год)[4]

## Фотогалерея

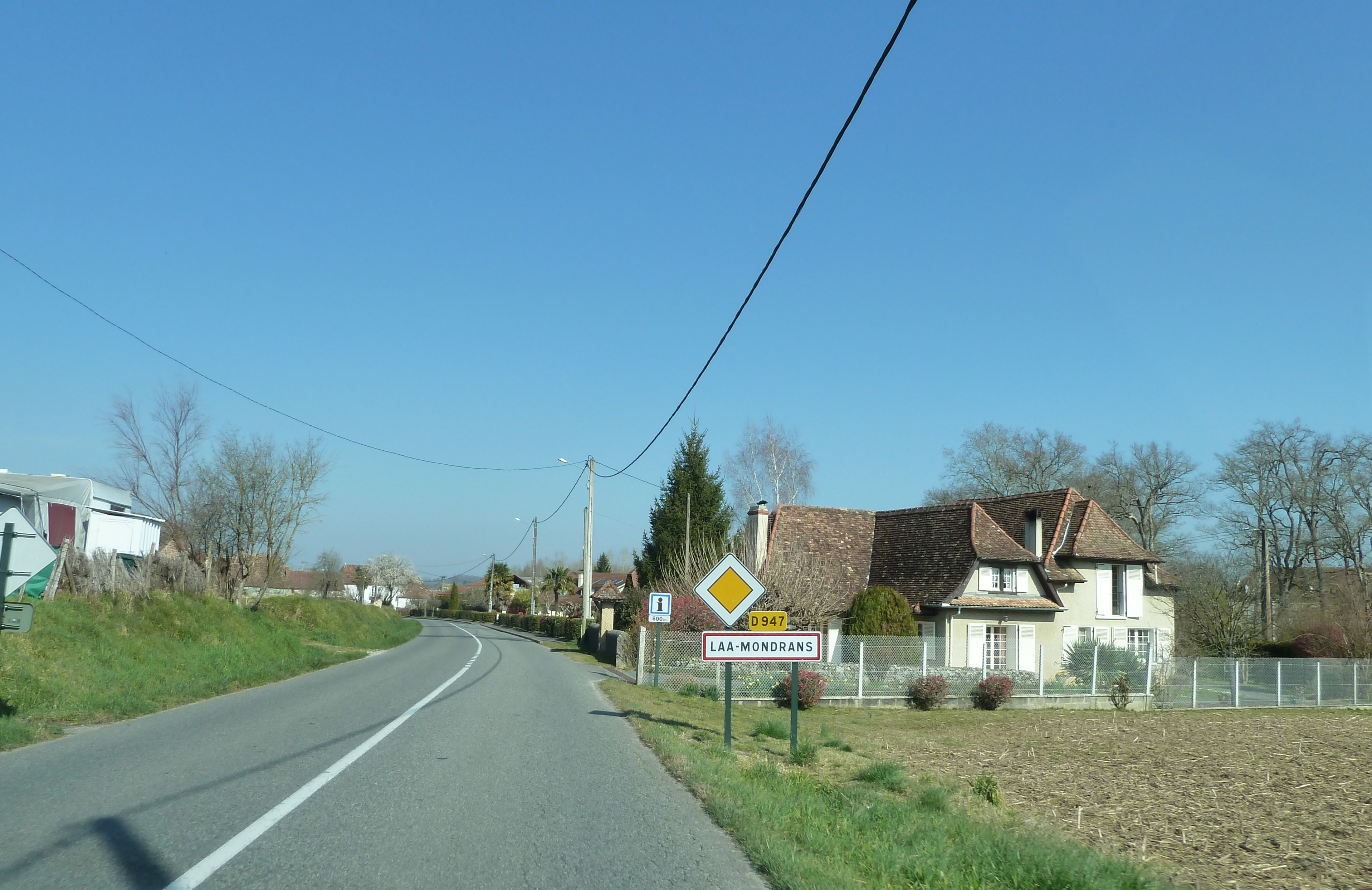
Въезд в Лаа-Мондранс
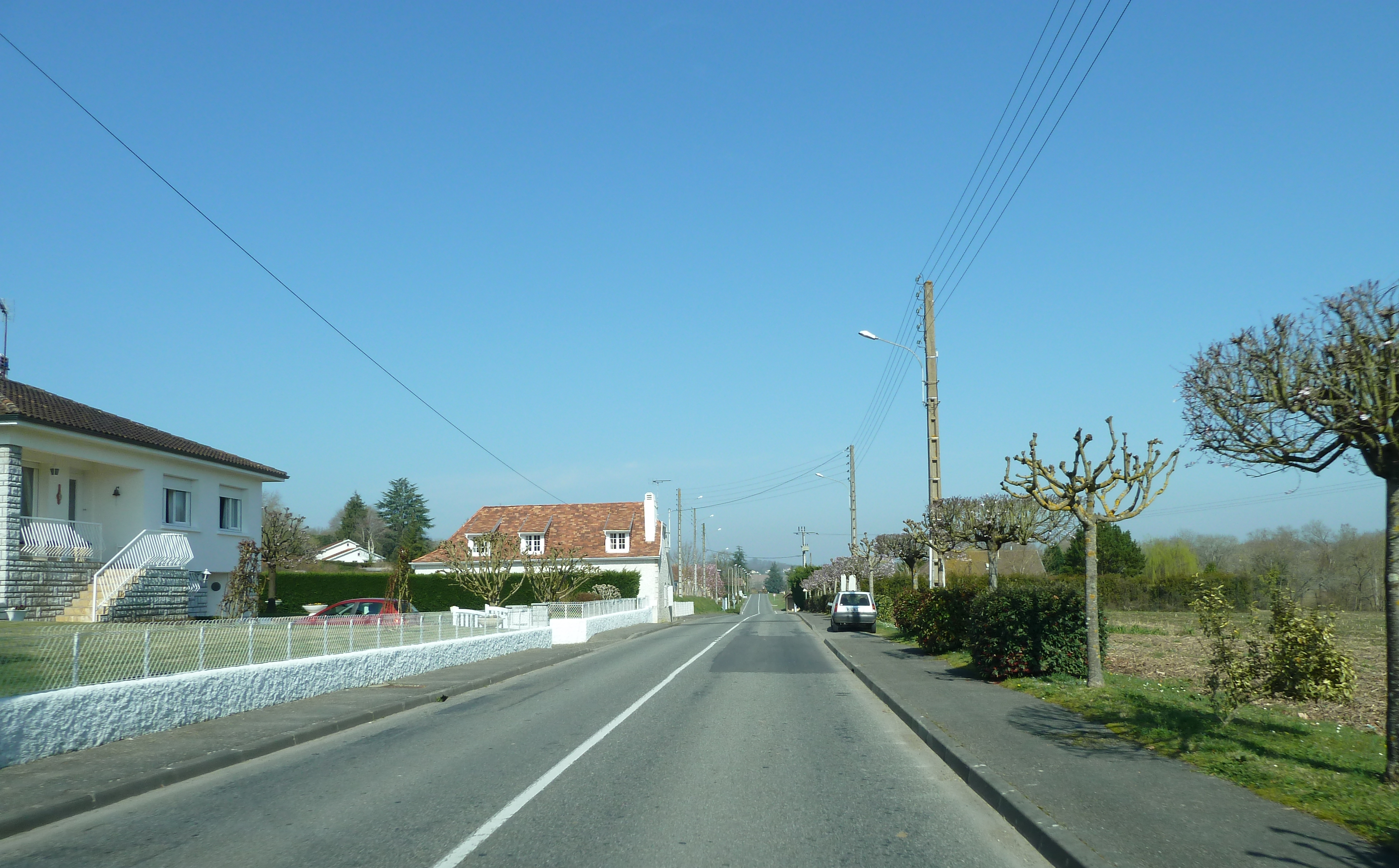
Лаа-Мондранс
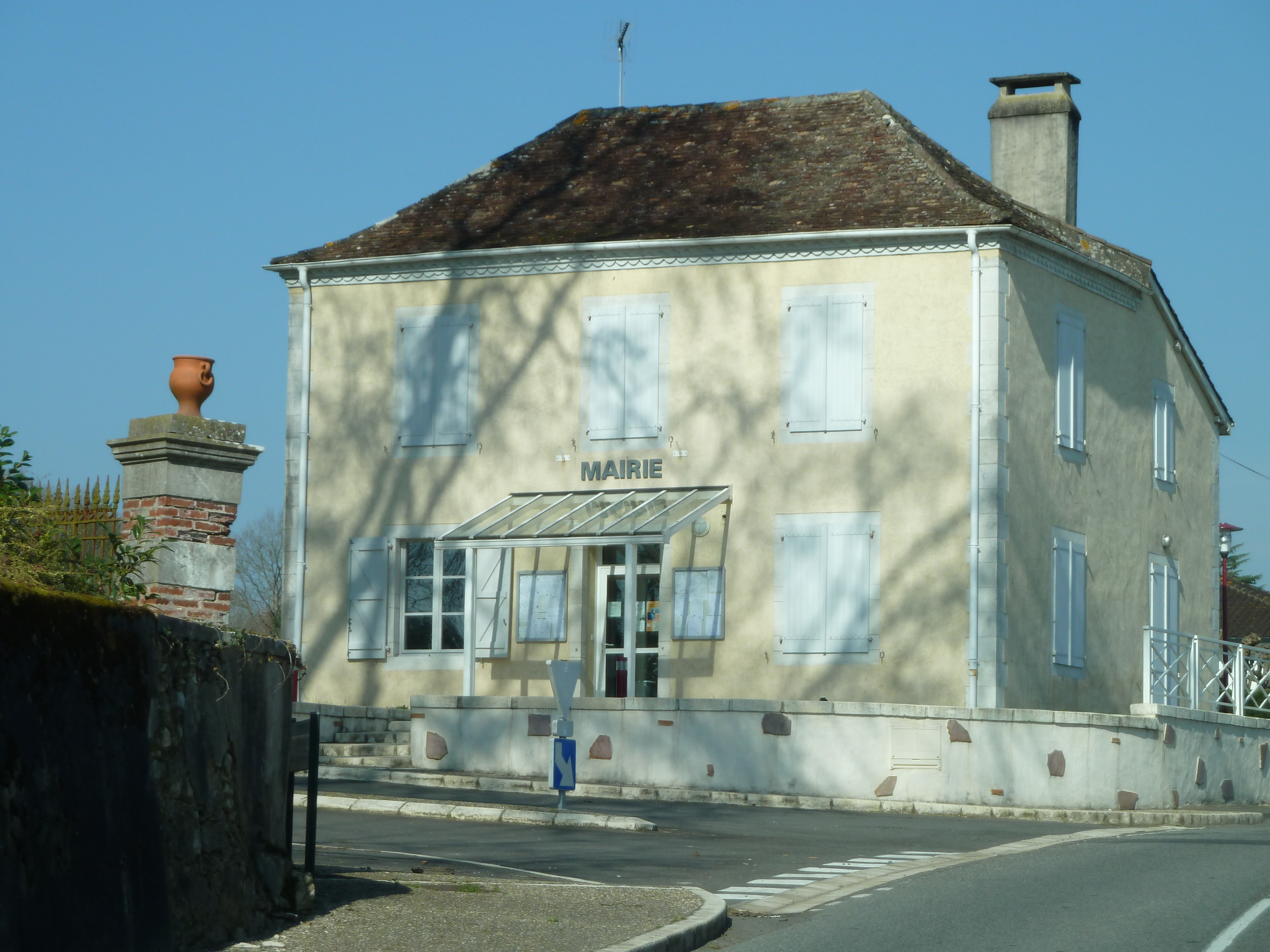
Мэрия
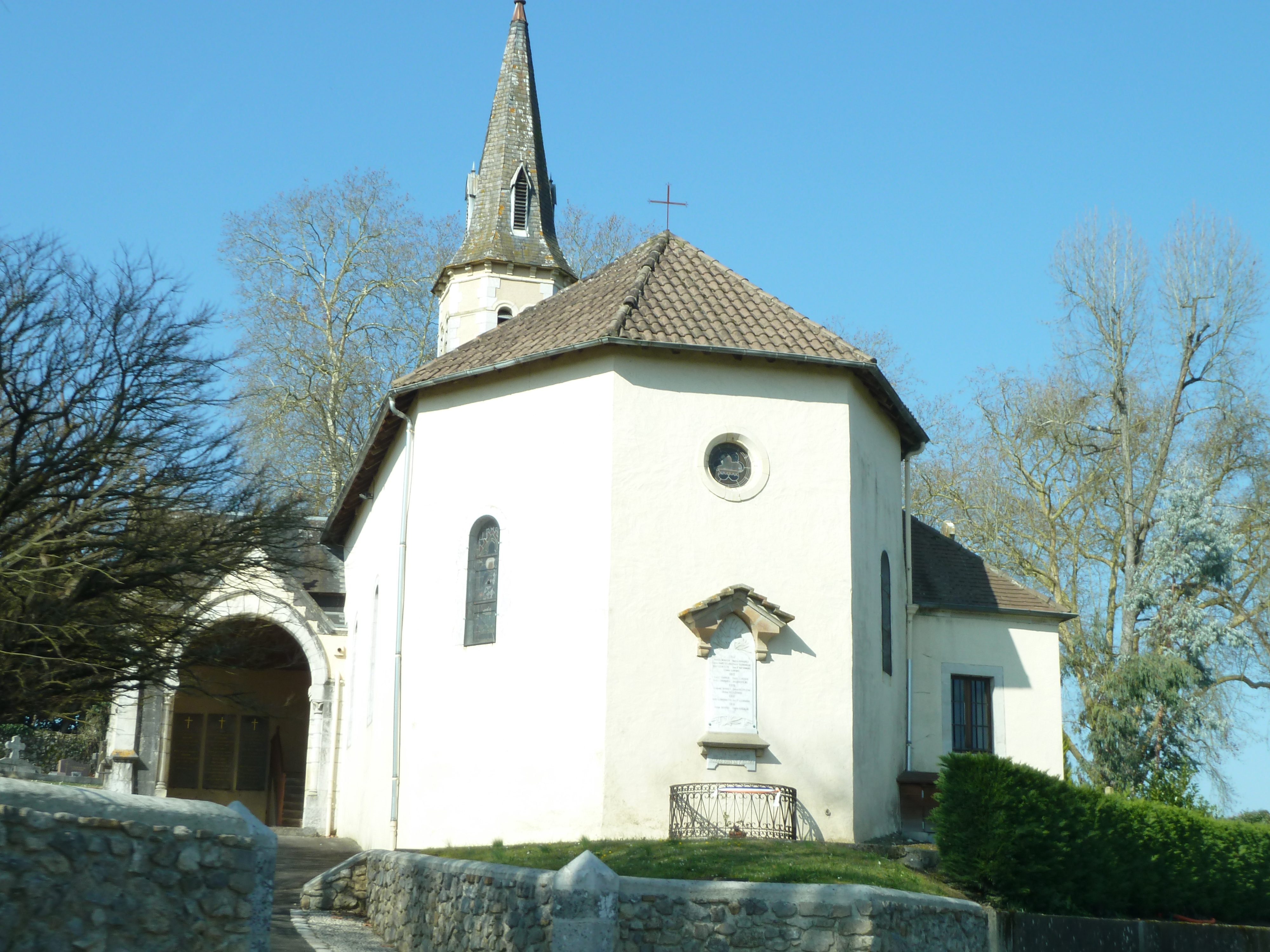
Церковь Св. Стефана